# Турско село (дем Драма)
Вижте пояснителната страница за други значения на Турско село.
Турско село, или Туркохор или Търхохор (на гръцки: Μυλοπόταμος, Милопотамос, до 1927 година Τουρκοχώρι, Туркохори), е село в Република Гърция, разположено на територията на дем Драма в област Източна Македония и Тракия.

## География
Селото е разположено на 90 m надморска височина в Драмското поле, на 7 km западно от град Драма.

## История

### В Османската империя
В началото на ΧΧ век Турско село е предимно българско село в Драмска кааза на Османската империя. Църквата „Свети Димитър“ е от 1843 година. В края на XIX век Васил Кънчов пише, че Таркохори има 20 български къщи и 10 турски. Според статистиката на Кънчов („Македония. Етнография и статистика“) към 1900 година Тилкохоръ (Туркохоръ) има 132 жители българи християни и 40 турци.
По данни на секретаря на Българската екзархия Димитър Мишев (La Macédoine et sa Population Chrétienne) в 1905 година християнското население на Таркор (Таркохор) (Tarkor, Tarkohor) се състои от 200 българи патриаршисти гъркомани и в селото действа основно гръцко училище с един учител и шест ученици.

### В Гърция
През Балканската война селото е освободено от части на българската армия, но след Междусъюзническата война от 1913 година остава в пределите на Гърция. В 1923 година мюсюлманското му население се изселва в Турция по силата на Лозанския договор и на негово място са настанени гърци бежанци. В 1927 година името му е сменено на Милопотамос. В 1928 година селото е представено като смесено местно-бежанско с 80 бежански семейства и 303 жители общо.
Населението отглежда памук, жито и фуражни култури, като се занимава и с краварство.
| Име     | Име      | Ново име               | Ново име               | Опис                                 |
| ------- | -------- | ---------------------- | ---------------------- | ------------------------------------ |
| Чалилък | Τσαλιλίκ | Ангатотопос            | Άγκαθότοπος            | възвишение Ю от Турско село (84,6 m) |
| Кири    | Κύρι     | Воскотопос Ксиропотаму | Βοσκότοπος Ξηροποτάμου |                                      |

| Година    | 1913 | 1920 | 1928 | 1940 | 1951 | 1961 | 1971 | 1981 | 1991 | 2001 | 2011 | 2021 |
| --------- | ---- | ---- | ---- | ---- | ---- | ---- | ---- | ---- | ---- | ---- | ---- | ---- |
| Население | 244  | 184  | 475  | 777  | 799  | 799  | 557  | 676  | 801  | 778  | 711  | 599  |